# Luis Hernández Lahuerta
Luis Hernández Lahuerta (Valencia, España, 1906-1961) fue un propagandista y escritor español en esperanto.
Comenzó a participar en el movimiento esperantista antes de la guerra civil española en el movimiento obrero esperantista, y organizó en Valencia en 14 Congreso de Sennacieca Asocio Tutmonda, la asociación internacional de trabajadores esperantistas. 
Durante la guerra civil redactó el boletín Popola fronto, que sirvió como medio de propaganda del gobierno republicano en los medios internacionales relacionados con esa lengua.
En 1947, tras su liberación de las cárceles franquistas, participó en la fundación de la nueva asociación que intentó hacer revivir el movimiento esperantista español, hasta entonces apenas tolerado, la Federación Española de Esperanto, fue su secretario y redactor del Boletín de la asociación.
También llevó a cabo una cierta actividad literaria, principalmente como traductor. Tradujo y editó una novela del Quijote, la del "Curioso impertinente", y pequeñas piezas de Wenceslao Fernández Flórez y de Santiago Ramón y Cajal.
Antes de la guerra Luis Hernández había sido también activo en la sociedad de cultura valenciana Lo Rat Penat, siendo, entre otras cosas, secretario de su sección juvenil.
- Datos: Q11689837